# Janiszów (powiat trzebnicki)
Janiszów – wieś w Polsce położona w województwie dolnośląskim, w powiecie trzebnickim, w gminie Trzebnica.
W latach 1975–1998 miejscowość należała administracyjnie do województwa wrocławskiego.
Zobacz też: Janiszów.